# ولسوالی گومل
گومل یکی از ولسوالیهای ولایت پکتیکا در جنوب خاوری افغانستان است با جمعیت نزدیک به ۶۴۲۷۵ نفر.